# Valentín Reyes Nava
El general Valentín Reyes Nava fue un militar mexicano que participó en la Revolución mexicana. Nació en el poblado del Ajusco, hoy incorporado a la delegación de Tlalpan, Distrito Federal siendo hijo de Gabino Reyes y de Piedad Nava. Al estallar la lucha contra Porfirio Díaz organizó su propia guerrilla, operando en su natal Ajusco y en las partes colindantes al Estado de México. Al promulgarse el Plan de Ayala se declaró partidario de Emiliano Zapata y se incorporó al movimiento suriano bajo las órdenes del general Genovevo de la O, quién en 1916 lo nombró su primer lugarteniente. Valentín Reyes realizó constantes incursiones al Distrito Federal. En 1920 se declaró partidario de la candidatura de Álvaro Obregón y dirigió el rescate del general Benjamín Hill de Los Dínamos de Contreras, en el Distrito Federal, acompañado de Hill hasta Jojutla. Al triunfo del movimiento de Agua Prieta ingresó al Ejército Mexicano en la división comandada por Genovevo de la O. Murió el 27 de diciembre de 1923 en Tlaltizapán, fusilado  por el general Rafael Pimienta.  